# It Pays to Advertise
It Pays to Advertise è un film muto del 1919 diretto da Donald Crisp.
La storia, tratta dal lavoro teatrale It Pays to Advertise di Roi Cooper Megrue e Walter C. Hackett che era andato in scena a New York l'8 settembre 1914, venne riproposta per lo schermo nel 1931 in un remake dallo stesso titolo, It Pays to Advertise, diretto da Frank Tuttle e interpretato da Carole Lombard. Nel 1936, ne venne fatta una versione svedese con il film Annonsera! diretto da Anders Henrikson.

## Trama

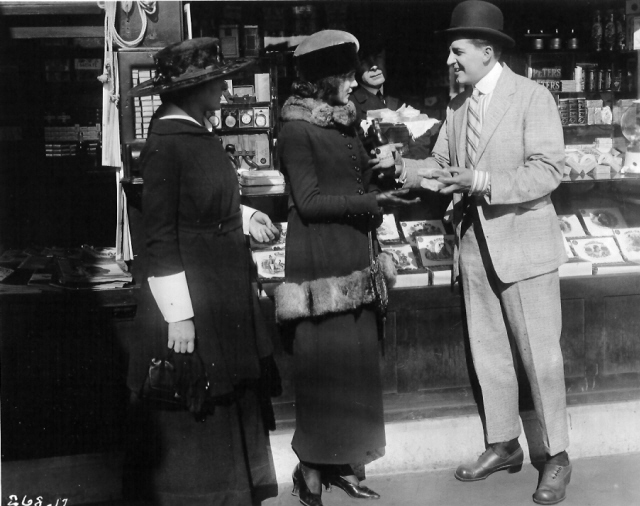
Lois Wilson e Bryant Washburn

Cyrus Martin, "il re del sapone", vuole indurre suo figlio Rodney a lavorare, ma il giovanotto è un gaudente fannullone. Cyrus, allora, organizza un "complotto" con Mary, una graziosa stenografa che lo deve irretire e farsi corteggiare da lui: per conquistarla, Rodney dovrà mettersi a lavorare mettendo così Cyrus con l'animo in pace. Ma i due giovani finiscono per innamorarsi davvero e decidono di sposarsi. Quella soluzione non risulta gradita al re del sapone che, rabbiosamente, disereda il rampollo.
Per tirare avanti, Rodney si mette in società con Mary e con Ambrose Peale, un agente teatrale. La ditta dei tre, però, non ha un prodotto da vendere.

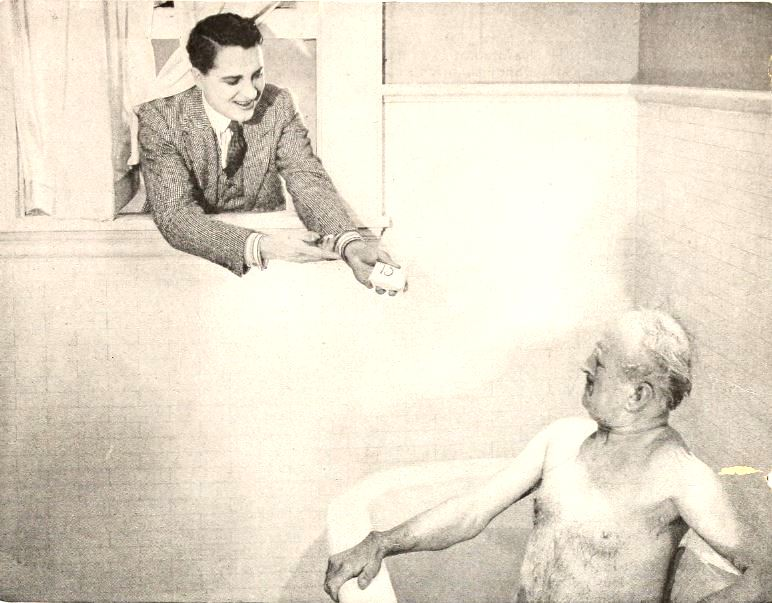
Bryant Washburn pubblicizza il sapone

Rodney compera le saponette di suo padre e, impacchettate con una nuova etichetta, le vende pubblicizzandole come sue. Cyrus, ignaro dell'escamotage del figlio, vuole comprargli la ditta, ma scoprendo il trucco gli annulla l'ordine. Rodney, non sapendo di non avere a disposizione quel denaro, firma un assegno di 25.000 dollari che, ovviamente, è scoperto. Cyrus trova un modo per proteggere il figlio ma, quando il sapone pubblicizzato da Rodney comincia a essere venduto e gli ordini arrivano in gran quantità, il disaccordo tra padre e figlio si appiana e Cyrus permette che Rodney sposi la sua Mary.

## Produzione
Il film fu prodotto dalla Paramount Pictures  (con il nome Famous Players-Lasky Corporation). Venne girato a Coronado, in California.

## Distribuzione
Distribuito dalla Paramount Pictures  (con il nome Famous Players-Lasky Corporation), il film uscì nelle sale cinematografiche USA il 23 novembre 1919.